# استیو واتسون
استیو واتسون (انگلیسی: Steve Watson؛ زادهٔ ۱ آوریل ۱۹۷۴) بازیکن فوتبال اهل بریتانیا است.
از باشگاه‌هایی که در آن بازی کرده‌است می‌توان به باشگاه فوتبال نیوکاسل یونایتد، باشگاه فوتبال وست برومویچ آلبیون، باشگاه فوتبال استون ویلا، باشگاه فوتبال شفیلد ونزدی، و باشگاه فوتبال اورتون اشاره کرد.
وی همچنین در تیم‌های ملی فوتبال زیر ۲۱ سال انگلستان و England national football B team بازی کرده‌است.